# Дамери (Марна)
Дамери (фр. Damery) насеље је и општина у североисточној Француској у региону Шампањ-Арден, у департману Марна која припада префектури Еперне.
По подацима из 2011. године у општини је живело 1510 становника, а густина насељености је износила 97,8 становника/km². Општина се простире на површини од 15,44 km². Налази се на средњој надморској висини од 80 метара.

## Демографија
| 1962. | 1968. | 1975. | 1982. | 1990. | 1999. | 2011. |
| ----- | ----- | ----- | ----- | ----- | ----- | ----- |
| 1.397 | 1.350 | 1.459 | 1.461 | 1.458 | 1.367 | 1.510 |

График промене броја становника у току последњих година